# Аннистон (аэропорт)
Региональный аэропорт Аннистон (англ. Anniston Regional Airport), (ИАТА: ANB, ИКАО: KANB, FAA LID: ANB) — государственный гражданский аэропорт, расположенный в 8 километрах к юго-западу от центральной части города Аннистон (Алабама, США). Аэропорт находится в собственности городского самоуправления.

## Операционная деятельность
Региональный аэропорт Аннистон занимает площадь в 254 гектара, расположен на высоте 187 метров над уровнем моря и эксплуатирует одну взлётно-посадочную полосу:
- 5/23 размерами 2134 х 46 метров с асфальтовым покрытием.

В период с 31 января 2005 по 31 января 2006 года Региональный аэропорт Аннистон обработал 34 164 операции по взлётам и посадкам воздушных судов (в среднем 93 операции ежедневно), из которых 72 % составила авиация общего назначения, 14 % — рейсы военной авиации, 14 % — аэротакси и менее 1 % — регулярные коммерческие рейсы. В данный период в аэропорту базировались 74 воздушных судна, из них 65 % — однодвигательные самолёты, 24 % — многодвигательные, 8 % — реактивные лайнеры и 3 % — вертолёты.

## Авиапроисшествия
- 8 июня 1992 года. Самолёт Beechcraft Model 99 (регистрационный N118GP) авиакомпании GP Express Airlines, следовавший регулярным рейсом 861 из международного аэропорта Хартсфилд-Джексон в Таскалусу с промежуточной посадкой в Аннистоне, разбился в 12 километрах к северо-востоку от регионального аэропорта Аннистон. Из шести человек на борту самолёта погибли трое.